# Secador de cabelo

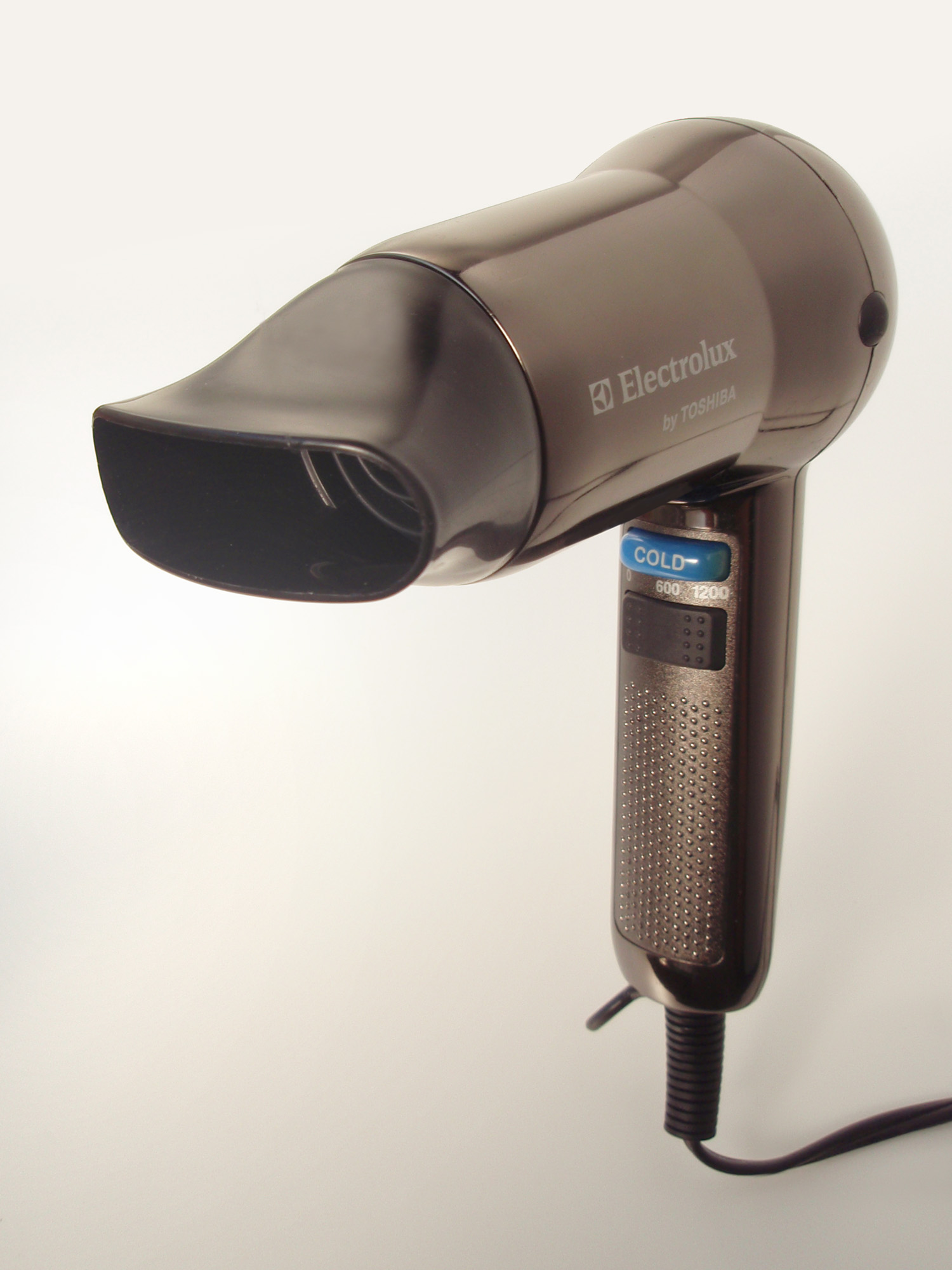
Secador de cabelo moderno

Um secador de cabelo é um dispositivo eletromecânico que sopra ar ambiente ou quente sobre o cabelo úmido para evaporar a água mais rapidamente para secar o cabelo. Os secadores de cabelo permitem que haja um melhor controle sobre a forma e o estilo do cabelo, acelerando e controlando a formação de pontes de hidrogênio temporárias dentro dos fios. Essas ligações são poderosas (permitindo uma modelagem mais forte do cabelo do que as ligações de enxofre compostas de produtos de ondulação permanente), porém são temporárias e extremamente vulneráveis à umidade. Eles desaparecem com uma única lavagem do cabelo.

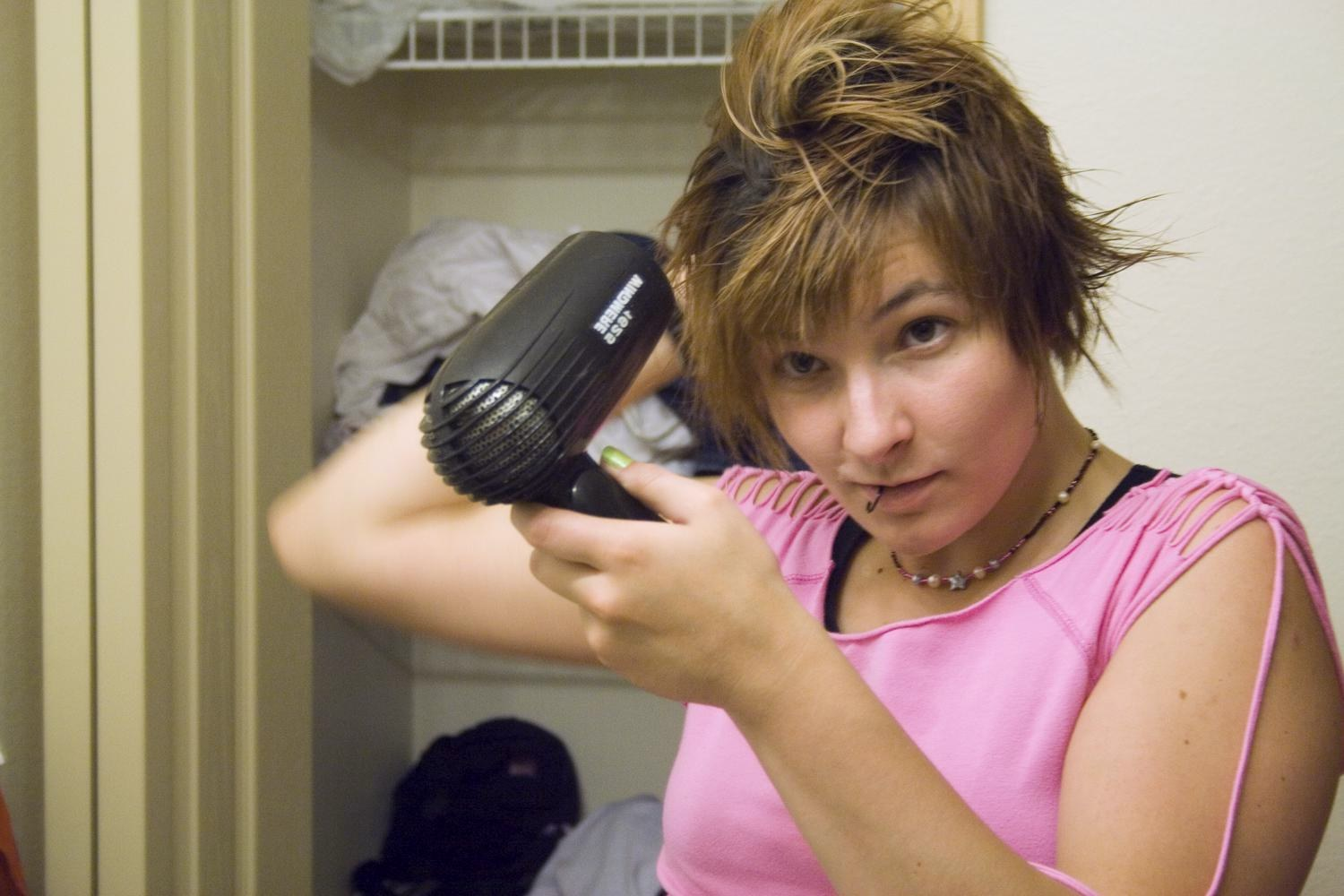
O uso normal de um secador de cabelo

Os penteados que usam secadores de cabelo geralmente têm mais volume e disciplina, que podem ser melhorados ainda mais com produtos para modelar, escovas de cabelo e pentes durante a secagem para adicionar tensão, segurar e levantar.
Os secadores de cabelo surgiram no final do século XIX. O primeiro modelo estacionário foi criado por Alexander F. Godefroy em seu salão na França. O secador de cabelo doméstico portátil apareceu pela primeira vez no ano de 1920. Os secadores de cabelo são usados em salões de beleza por estilistas profissionais e em casa por consumidores.

## Função

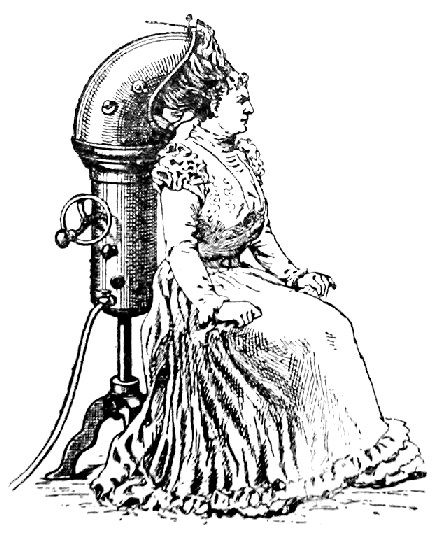
Um secador de cabelo antigo

Grande parte dos secadores de cabelo consiste em bobinas de aquecimento elétricas e um ventilador (geralmente acionado por um motor universal). O elemento de aquecimento na maioria deles é um fio de nicromo enrolado, enrolado em isoladores de mica. O nicromo é usado por duas propriedades importantes: é um mau condutor de eletricidade e não oxida ao ser aquecido.
Uma pesquisa realizada em 2007 comprovou que a maioria dos secadores de cabelo tinha elementos de aquecimento de cerâmica (como aquecedores de cerâmica) por causa de sua capacidade de "aquecimento instantâneo". Isso quer dizer que leva menos tempo para os secadores aquecerem e para o cabelo secar.

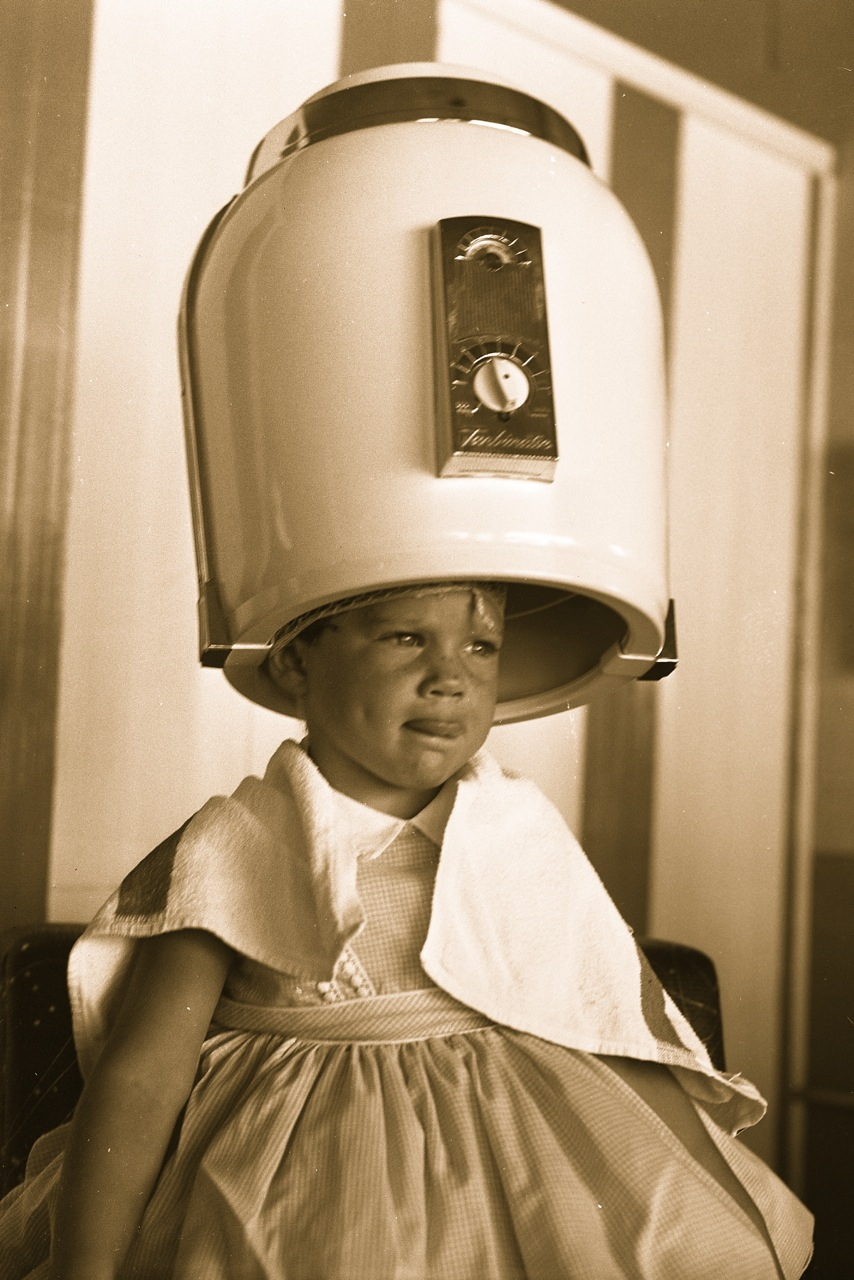
Menina sob o secador de cabelo do salão de beleza em 1958

Muitos desses secadores possuem botões de "modo normal" que desligam o aquecedor e sopram o ar em temperatura ambiente ao ser pressionado o botão. Esta função ajuda a manter o penteado ajustando-o. O ar mais frio reduz o frizz e pode ajudar a promover o brilho nos cabelos.
Muitos ainda apresentam operação "iônica", para diminuir o acúmulo de eletricidade estática no cabelo, embora a eficácia da tecnologia iônica seja motivo de discussão. Os fabricantes dizem que isso torna o cabelo "mais liso". Alguns estilistas consideram a introdução da tecnologia iônica um dos avanços mais importantes na indústria da beleza.
Os secadores de cabelo vêm com acessórios, como difusores, concentradores de fluxo de ar e bicos de pente.
- Um difusor é um acessório usado em cabelos finos, coloridos, com permanente ou naturalmente cacheados. Ele difunde o jato de ar para que o cabelo não se espalhe enquanto seca. O cabelo seca mais lentamente, em temperatura mais amena e com menos distúrbios físicos. Isso torna o cabelo livre do frizz e lhe dá mais volume.
- Um concentrador de fluxo de ar faz o oposto de um difusor. Isso faz com que a extremidade do secador seja mais estreita e, portanto, ajuda a concentrar o calor em um ponto para que seque mais rápido.
- O bocal do pente é o mesmo que o concentrador de fluxo de ar, mas termina com dentes em formato de pente para que o usuário seque o cabelo usando o secador sem precisar de escova ou pente.

Os secadores de cabelo são considerados eficazes como um tratamento eficaz para piolhos e prevenção de cera de ouvido.

## Tipos
Hoje, existem dois tipos principais de secadores de cabelo: o de mão e o de capuz rígido.
Um secador de capuz possui uma cúpula de plástico rígido encaixado sobre a cabeça da pessoa para secar o cabelo. O ar quente é soprado por meio de minúsculas aberturas em volta da cúpula para que o cabelo seque por igual. Os secadores de capuz são encontrados principalmente em salões de beleza.

### Escova para secar cabelo
Uma escova para secar cabelo (também chamada de "escova de ar quente" e "escova redonda" e "modelador de cabelo") possui o formato de uma escova e também é usada para dar volume.
Existem dois tipos de secadores de cabelo com escova redonda - que podem ser rotativos e estáticos. Os secadores de cabelo com escova redonda rotativa têm cilindros que giram automaticamente, ao contrário dos secadores de cabelo com escova redonda estática.

## História

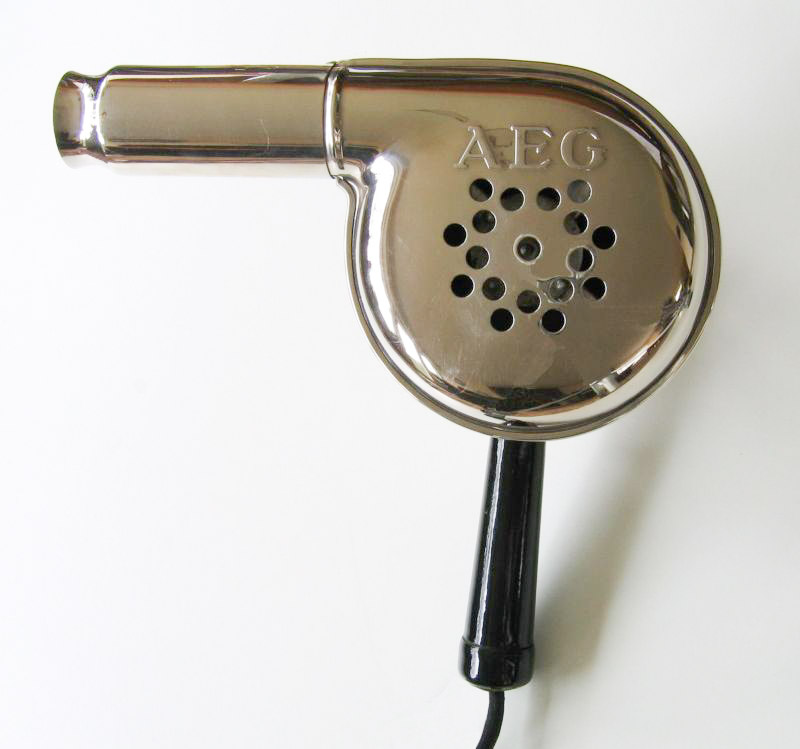
Secador fabricado pela AEG, c. 1920–1925

Em 1890, o primeiro secador foi inventado pelo estilista francês Alexander Godefroy. Sua invenção era uma versão grande e sentada que consistia em um capuz que ficava preso na chaminé de um fogão a gás. Godefroy o inventou para uso em seu salão de beleza na França, e não era portátil ou de mão. Ele só poderia ser usado com a pessoa sentada embaixo dele.
O inventor armênio-americano Gabriel Kazanjian foi o primeiro a desenvolver uma patente de secador de cabelo nos Estados Unidos, em 1911.
Por volta de 1920, os secadores de cabelo chegaram ao mercado na forma portátil. Isso ocorreu devido às inovações da National Stamping and Electricworks sob a marca da cruz branca, e mais tarde da US Racine Universal Motor Company e da Hamilton Beach Co., que permitiram que o secador fosse pequeno o suficiente para ser segurado com as mãos. Mesmo na década de 1920, os novos secadores eram frequentemente pesados, pesando aproximadamente 2 lb (0.9 kg) e eram difíceis de usar. Eles também tiveram muitos casos de superaquecimento e eletrocussão. Os secadores de cabelo podiam usar apenas 100 watts, o que aumentou o tempo necessário para a secagem do cabelo (o secador médio hoje pode usar até 2.000 watts de calor).
Desde a década de 1920, o desenvolvimento do secador de cabelo se concentrou principalmente em melhorar a potência e nas mudanças superficiais externas e materiais. Na verdade, o mecanismo do secador não sofreu muitas alterações significativas desde o seu início. Uma das mudanças mais importantes para o secador de cabelo é ser feito de plástico, para ficar mais leve. Isso realmente pegou na década de 1960 devido à introdução de melhores motores elétricos e o aprimoramento dos plásticos. Outra mudança importante aconteceu em 1954, quando a GEC mudou o design do secador para que o motor seja movido dentro da caixa.

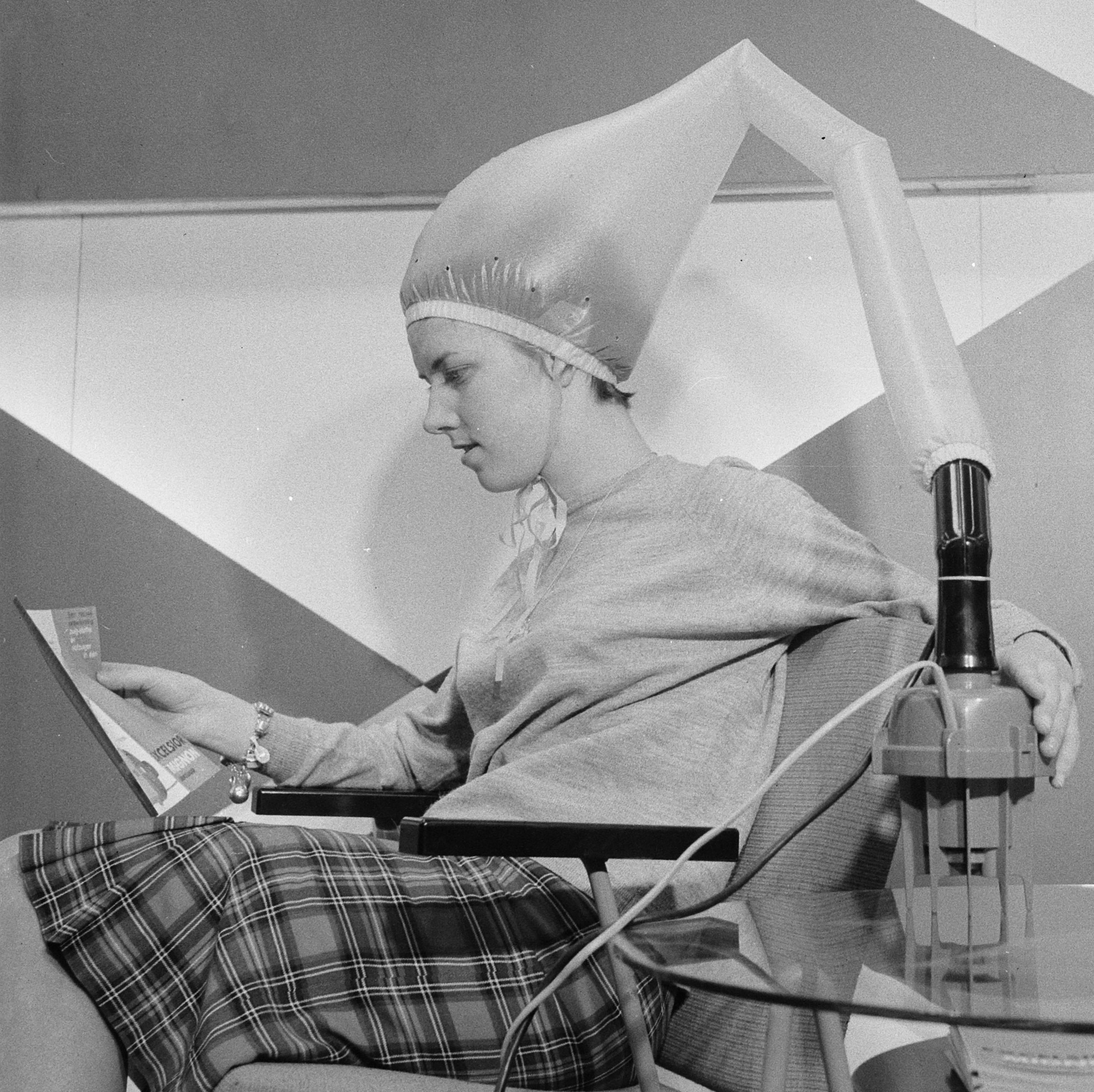
Secador de cabelo Bonnet, 1962

O secador de capuz foi lançado para o público consumidor em 1951. Esse tipo funcionava com a secadora, geralmente em uma pequena caixa portátil, conectada a um tubo que entrava em um capuz com orifícios colocados no topo da cabeça de uma pessoa. Isso funcionou dando uma quantidade uniforme de calor para toda a cabeça de uma vez.
A década de 1950 também viu a introdução do secador de cabelo com capuz rígido, que é o tipo que mais se vê em salões de beleza. Ele tinha um capacete de plástico rígido que envolve a cabeça da pessoa. Este secador funciona da mesma forma que o secador de capuz da década de 1950, porém com muito mais potência.

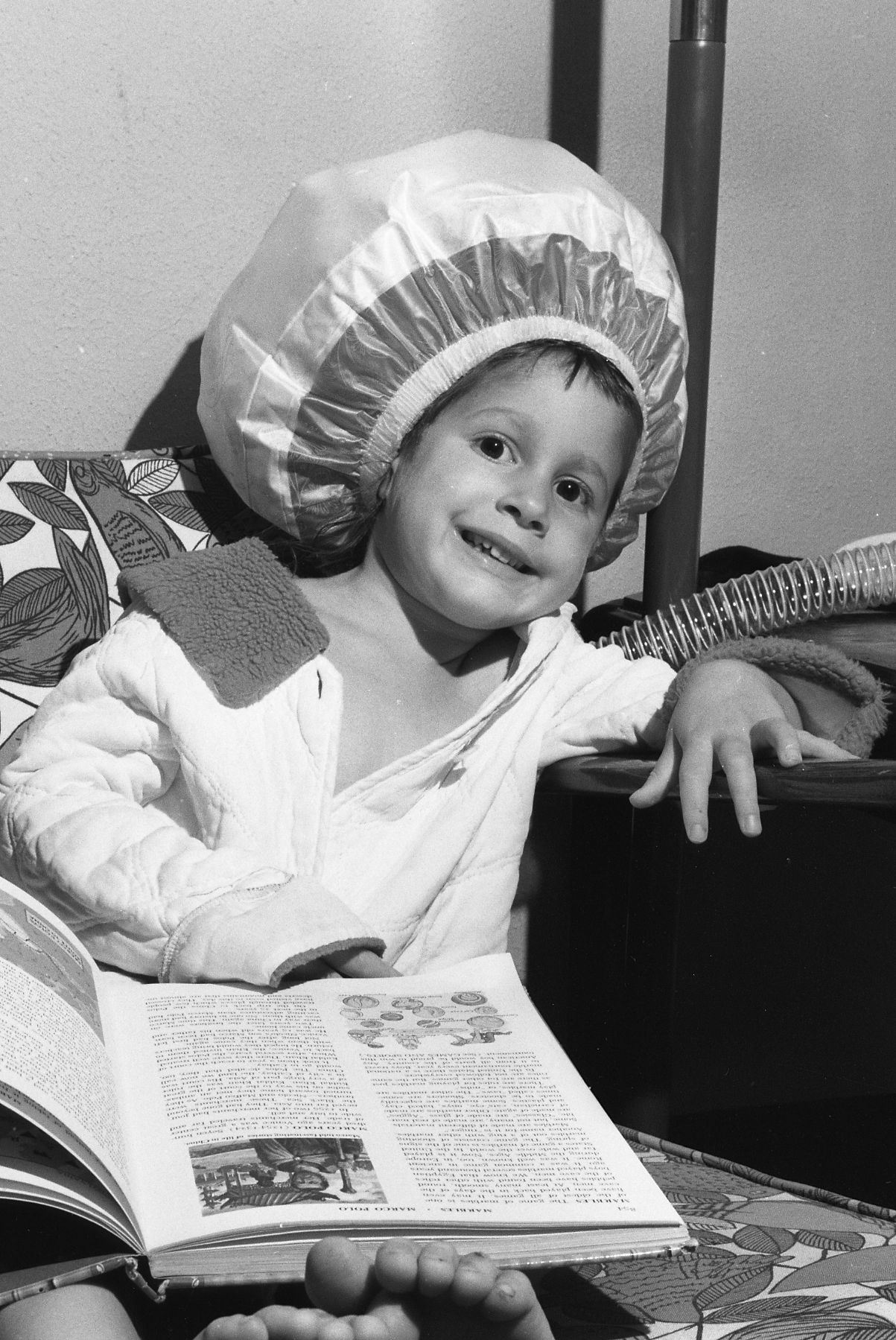
Secador de cabelo Bonnet, 1965

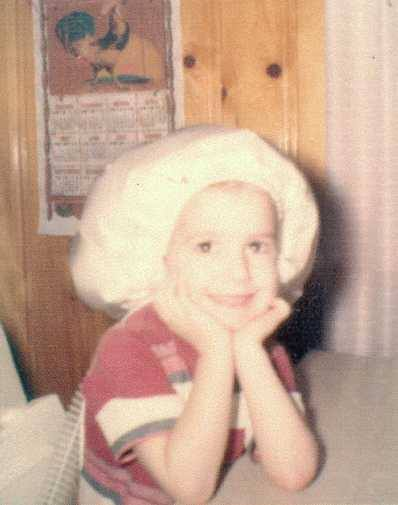
Secador de cabelo Bonnet, por volta do início dos anos 1970

Nos anos 70, a Comissão de Segurança de Produtos de Consumo dos Estados Unidos estabeleceu diretrizes que os secadores de cabelo deveriam atender para que sejam considerados seguros de fabricar. Desde 1991, o CPSC determina que todos os secadores devem usar um interruptor de circuito de falha de aterramento para que não possa eletrocutar uma pessoa que esteja molhada. Em 2000, as mortes por secadores de cabelo caíram para menos de quatro pessoas por ano, uma grande diferença em relação ás centenas de casos de acidentes por eletrocussão em meados do século XX.